# Martin Dew
Martin Dew (16 de agosto de 1958) es un deportista británico que compitió en bádminton para Inglaterra en las modalidades de dobles y dobles mixto.
Ganó dos medallas en el Campeonato Mundial de Bádminton, plata en 1983 y bronce en 1987, y cinco medallas en el Campeonato Europeo de Bádminton entre los años 1982 y 1986.

## Palmarés internacional
| Representando a Inglaterra |                        |                   |              |
| Campeonato Mundial         |                        |                   |              |
| Año                        | Lugar                  | Medalla           | Prueba       |
| 1983                       | Copenhague (Dinamarca) | Medalla de plata  | Dobles       |
| 1987                       | Pekín (China)          | Medalla de bronce | Dobles mixto |
| Campeonato Europeo         |                        |                   |              |
| Año                        | Lugar                  | Medalla           | Prueba       |
| 1982                       | Böblingen (RFA)        | Medalla de oro    | Dobles mixto |
| 1982                       | Böblingen (RFA)        | Medalla de plata  | Dobles       |
| 1984                       | Preston (Reino Unido)  | Medalla de oro    | Dobles       |
| 1984                       | Preston (Reino Unido)  | Medalla de oro    | Dobles mixto |
| 1986                       | Uppsala (Suecia)       | Medalla de oro    | Dobles mixto |